# Geva
Geva (hebrejsky גֶּבַע, anglicky Geva) je vesnice typu kibuc v Izraeli, v Severním distriktu, v Oblastní radě Gilboa.

## Geografie
Leží v nadmořské výšce 10 metrů na pomezí intenzivně zemědělsky obdělávaného Charodského údolí a náhorní planiny Ramot Isachar, ze které podél severní strany vesnice stéká do údolí vádí Nachal Šejzafim, které tu zprava přijímá vádí Nachal Geva. Jižně od obce začíná zcela rovinaté Charodské údolí s četnými umělými vodními nádržemi.
Vesnice je situována 25 kilometrů jihozápadně od Galilejského jezera, 18 kilometrů západně od řeky Jordánu, cca 13 kilometrů severozápadně od města Bejt Še'an, cca 78 kilometrů severovýchodně od centra Tel Avivu a cca 45 kilometrů jihovýchodně od centra Haify. Gevu obývají Židé, přičemž osídlení v tomto regionu je ryze židovské. Výjimkou je vesnice Na'ura, kterou obývají izraelští Arabové, ležící cca 5 kilometrů severním směrem.
Kibuc leží 5 kilometrů severně od Zelené linie, která odděluje Izrael od okupovaného Západního břehu Jordánu.
Geva je na dopravní síť napojena pomocí dálnice číslo 71. Jižně od vesnice vede železniční trať v Jizre'elském údolí, zrušená roku 1948 a obnovená po nákladné rekonstrukci roku 2016. Nemá zde ovšem stanici.

## Dějiny
Geva byla založena v roce 1921 v rámci třetí aliji, ale za účasti starších přistěhovalců z druhé aliji (z Polska a Ruska). Podle jiného zdroje došlo k jejímu založení až roku 1922. Vznik kibucu iniciovali aktivisté, kteří již předtím, v letech 1913–1917 procházeli zemědělským výcvikem na experimentální farmě Chavat Kineret a působili ve vesnici Menachemija. Roku 1919 se přesunuli do vesnice Kfar Urija poblíž Jeruzalému. Podíleli se také na dobrovolnických silničních pracích v okolí Tiberiasu.
V roce 1921 byli vysláni sem, do regionu Charodského údolí, aby v souladu s myšlenkami Šlomo Laviho zřídili blok velkých židovských vesnic, kibuců, v této oblasti. Jimi založená vesnice byla pojmenována zpočátku Kvucat ha-Geva'a (קבוצת הגבעה) podle jména osadnické skupiny, později změněno na Geva. Prvními obyvateli byla skupina 12 lidí. Ve 30. letech 20. století populaci posílila skupina židovských přistěhovalců z Litvy a Lotyšska. Ve 40. letech pak další skupina přistěhovalců z Maďarska.
Roku 1949 měla vesnice 386 obyvatel a rozlohu katastrálního území 3055 dunamů (3,055 kilometrů čtverečních).
Ekonomika obce je založena na zemědělství a průmyslu. Funguje tu potravinářská firma na sušené ovoce. V kibucu je zdravotní středisko, plavecký bazén, sportovní areály a obchod. Kromě toho jsou tu zařízení předškolní péče o děti, veřejná knihovna a společná jídelna. Od roku 1948 tu působí pěvecký sbor Gevatron (הגבעטרון), populární celostátně.

## Demografie
Obyvatelstvo kibucu Geva je sekulární. Podle údajů z roku 2014 tvořili naprostou většinu obyvatel v Geva Židé (včetně statistické kategorie "ostatní", která zahrnuje nearabské obyvatele židovského původu ale bez formální příslušnosti k židovskému náboženství).
Jde o menší sídlo vesnického typu s dlouhodobě stagnující populací. K 31. prosinci 2014 zde žilo 634 lidí. Během roku 2014 populace stoupla o 0,5 %.
| Rok            | 1948 | 1949 | 1961 | 1972 | 1983 | 1995 | 2001 | 2003 | 2004 | 2005 | 2006 | 2007 | 2008 | 2009 | 2010 | 2011 | 2012 | 2013 | 2014 |
| -------------- | ---- | ---- | ---- | ---- | ---- | ---- | ---- | ---- | ---- | ---- | ---- | ---- | ---- | ---- | ---- | ---- | ---- | ---- | ---- |
| Počet obyvatel | 439  | 386  | 491  | 540  | 576  | 547  | 532  | 547  | 548  | 563  | 571  | 561  | 564  | 602  | 595  | 612  | 628  | 631  | 634  |